# Понца (Лацио)
Понца (итал. Ponza) — коммуна в Италии, располагается в регионе Лацио, в провинции Латина.
Население составляет 3307 человек (2008 г.), плотность населения составляет 336 чел./км². Занимает площадь 10 км². Почтовый индекс — 4027. Телефонный код — 0771.
Покровителем коммуны почитается святой Сильверий, папа Римский, празднование 20 июня.

## Демография
Динамика населения:

## Администрация коммуны
- Официальный сайт: http://www.comune.ponza.lt.it/